# E001号線
E001号線 (E001ごうせん、英: European route E001) は、黒海より東に存在する欧州自動車道路のBクラス幹線道路。ジョージアのトビリシとアルメニアのヴァナゾルを結ぶ。コーカサス山脈を通過して、ジョージアとアルメニアをつなぐE117号線の代替路線である。

## 経路
起点は、E60号線に始まり、当初は、ジョージア国道S6/S7と共用しているE117号線と同一路線を進む。マルネウリで西へ進むE117号線と分かれ、南のS7方面に延びていく。Sadakhloで、ジョージアとアルメニアの国境を通過し、Bagratashenを通過しアルメニア国道M6を進む。
M6は南西に進みアラヴェルジを通過し、Dzoraget 川と交差する。ヴァナゾルで、再びE117号線と合流し、終点となる。